# Bird (film 2024)
Bird è un film del 2024 scritto e diretto da Andrea Arnold.

## Trama
La dodicenne Bailey vive con suo fratello Hunter e suo padre Bug in una casa occupata abusivamente nel nord del Kent. Siccome Bug non ha molto tempo per loro, Bailey, che si avvicina alla pubertà, comincia col cercare attenzioni altrove.

## Produzione
Le riprese del film sono cominciate nel giugno 2023 e si sono tenute in varie località del Kent, tra cui Gravesend, Dartford, Ashford e Bean. Nel mese seguente si sono spostate sull'isola di Sheppey, a Leysdown-on-Sea.

## Promozione
Il primo trailer italiano è stato diffuso il 23 aprile 2025.

## Distribuzione
Il film è stato presentato in anteprima il 16 maggio 2024 al 77º Festival di Cannes e distribuito nelle sale italiane dall'8 maggio 2025.

## Accoglienza

### Incassi
Il film ha incassato poco più di 1,8 milioni di dollari.

### Critica
Su Rotten Tomatoes 134 critici esprimono un gradimento dell'86%, su Metacritic il voto medio di 36 critici è 74/100.
Marco Lovisato di CineFacts applaude il film descrivendolo "un'esperienza esteticamente straordinaria e commovente, da non perdere per nessun motivo". Simone Emiliani di Sentieri selvaggi dà al film un punteggio di 5 stelle su 5 e afferma che Bird è "Un Truffaut versione fantasy ma sempre potentissimo nell’urgenza sociale del cinema britannico. Impietoso nel suo crudo realismo e poetico, selvaggio e pieno di grazia".

## Riconoscimenti
- 2024 - Festival di Cannes[6][13]
  - In concorso per la Palma d'oro
  - In concorso per la Queer Palm